# Campionati francesi di sci alpino 1967
I Campionati francesi di sci alpino 1967 si disputarono a Chamonix; furono assegnati i titoli di discesa libera, slalom gigante, slalom speciale e combinata, sia maschili sia femminili.

## Risultati
| Specialità      | Uomini            | Donne              |
| --------------- | ----------------- | ------------------ |
| Discesa libera  | Guy Périllat      | Florence Steurer   |
| Slalom gigante  | Jean-Claude Killy | Isabelle Mir       |
| Slalom speciale | Guy Périllat      | Marielle Goitschel |
| Combinata       | Guy Périllat      | Isabelle Mir       |